# غرمامير بالا (حسينية انديمشك)
غرمامیر بالا (بالفارسية: گرمامیر بالا) هي قرية تقع في إيران في قسم حسینیة الريفي. يقدر عدد سكانها بـ 29 نسمة .